# Siegmund Freiherr von Schleinitz
Pour les articles homonymes, voir Schleinitz.
Siegmund baron von Schleinitz (23 juillet 1890 à Berlin – 30 novembre 1968 à Kiel) est un Generalleutnant allemand qui a servi dans la Heer au sein de la Wehrmacht pendant la Seconde Guerre mondiale.
Il a été récipiendaire de la Croix de chevalier de la Croix de fer. Cette décoration est attribuée pour récompenser un acte d'une extrême bravoure sur le champ de bataille ou un commandement militaire avec succès.

## Biographie
Siegmund baron von Schleinitz (de) est capturé par les forces soviétiques en mars 1945 et reste en captivité jusqu'en 1955.

## Décorations
- Croix de fer (1914)
  - 2e Classe
  - 1re Classe
- Croix d'honneur
- Agrafe de la Croix de fer (1939)
  - 2e Classe
  - 1re Classe
- Médaille du Front de l'Est
- Croix allemande en Or (26 décembre 1941)
- Croix de chevalier de la Croix de fer
  - Croix de chevalier le 14 août 1943 en tant que Generalleutnant et commandant de la 9. Infanterie-Division[1]